# Zvjezdana vrata SG-1 (sezona 8)
Peta sezona znanstveno fantastične serije Zvjezdana vrata SG-1 sastoji se od 22 epizode. Prvo emitiranje osme sezone počelo je 9. srpnja 2004. godine na Sci Fi Channelu.
U osmoj sezoni SG-1 tim uspijeva uništiti vojsku Replikatora predvođenu Petimom, koji otima Sam uz pomoć znanja Drevnih koje je bilo ugrađeno u Jack O'Neillov mozak. Jack O'Neill postaje glavni zapovjednik u SGC-u. Teal'c pokušava započeti život izvan baze i kupuje stan. Teal'cov sin Raya'c se ženi što Teal'c ne odobrava. Oma Desala sprječava Anubisa da uništi Zemlju.

## Epizode
- 1. Novi poredak (1. dio)
- 2. Novi poredak (2. dio)
- 3. Lockdown
- 4. Nulti trenutak
- 5. Ikona
- 6. Avatar
- 7. Afinitet
- 8. Pogodba
- 9. Žrtve
- 10. Kraj igre
- 11. Blizanke
- 12. Odbjegli Prometej
- 13. Dobro je biti kralj
- 14. Puna uzbuna
- 15. Građanin Joe
- 16. Obračun (1. dio)
- 17. Obračun (2. dio)
- 18. Niti
- 19. Moebius (1. dio)
- 20. Moebius (2. dio)